# Вятскополянский мост
Вятскополянский мост — автомобильно-пешеходный мост через реку Вятку в Кировской области, в 8 км ниже по течению от города Вятские Поляны.
По мосту проходит автодорога 33К-011 «Вятские Поляны — Сосновка». Мост имеет важное транспортное значение для юга области, для запада Удмуртии и севера Татарстана.

## История
До постройки моста сообщение между двумя берегами осуществлялось при помощи парома грузоподъемностью 600 т, вместимостью 34 легковых или 20 грузовых автомобилей; зимой функционировала ледовая переправа. Подобную организацию движения нельзя было назвать успешной из-за больших прямых и косвенных убытков, связанные с содержанием переправы, простоями и перепробегами транспорта: в объезд переправы приходилось ехать 128 км.
Экономическое обоснование строительства моста было выполнено в 1996 году «Союздорпроектом», а само строительство началось в 2002 году. Работы выполнял «Мостоотряд 46», стоимость проекта составила около 2 млрд рублей. 9 декабря 2007 года состоялось торжественное открытие моста, на котором присутствовали высокие представители как федеральной, так и региональных властей.

## Альтернативные мосты
- ниже по реке: мост через Вятку в 65 км к югу на автодороге М7 (Волга) у г. Мамадыш (Татарстан).
- выше по реке: бесплатный понтонный мост в 50 км к северо-западу у с. Гоньба (чуть выше г. Малмыж)[3]. Не функционирует в период половодья и ледостава